# دورتی گیبسون
دورتی گیبسون (انگلیسی: Dorothy Gibson; ۱۷ مهٔ ۱۸۸۹ – ۱۷ فوریهٔ ۱۹۴۶) یک هنرپیشه دوران صامت سینما و خواننده اهل ایالات متحده آمریکا بود. وی بین سال‌های ۱۹۰۶ تا ۱۹۱۷ میلادی فعالیت می‌کرد.
وی از نجات‌یافتگان آرام‌اس تایتانیک بود و در فیلمی بنام نجات‌یافته تایتانیک نیز بازی کرد. وی از طرفداران فاشیسم بود اما در زمان جنگ جهانی دوم دست از حمایت فاشیسم کشید. وی ضمن تغییر رای خود به گروه‌های مقاومت ایتالیا نیز پیوسته و در آن فعال بود تا در سال ۱۹۴۴ توسط گشتاپو بازداشت شد ولی در همان سال موفق به گریز از چنگ گشتاپو می‌شود.
دورتی گیبسون در سال ۱۹۴۶ بر اثر ایست قلبی درگذشت.